# Kuzicus
Kuzicus is een geslacht van rechtvleugeligen uit de familie sabelsprinkhanen (Tettigoniidae). De wetenschappelijke naam van dit geslacht is voor het eerst geldig gepubliceerd in 1993 door Gorochov.

## Soorten
Het geslacht Kuzicus omvat de volgende soorten:
- Kuzicus aspercaudatus Sänger & Helfert, 2006
- Kuzicus bicornis Ingrisch, 2006
- Kuzicus cervicercus Tinkham, 1943
- Kuzicus denticulatus Karny, 1926
- Kuzicus koeppeli Sänger & Helfert, 2004
- Kuzicus megaterminatus Ingrisch & Shishodia, 1998
- Kuzicus multifidous Mao & Shi, 2009
- Kuzicus scorpioides Sänger & Helfert, 2006
- Kuzicus suzukii Matsumura & Shiraki, 1908
- Kuzicus uvarovi Gorochov, 1993
- Kuzicus cervicus Ingrisch & Shishodia, 2000
- Kuzicus excavatus Ingrisch & Shishodia, 2000
- Kuzicus forficatus Bolívar, 1900